# Jacob Schmitt (Komponist)

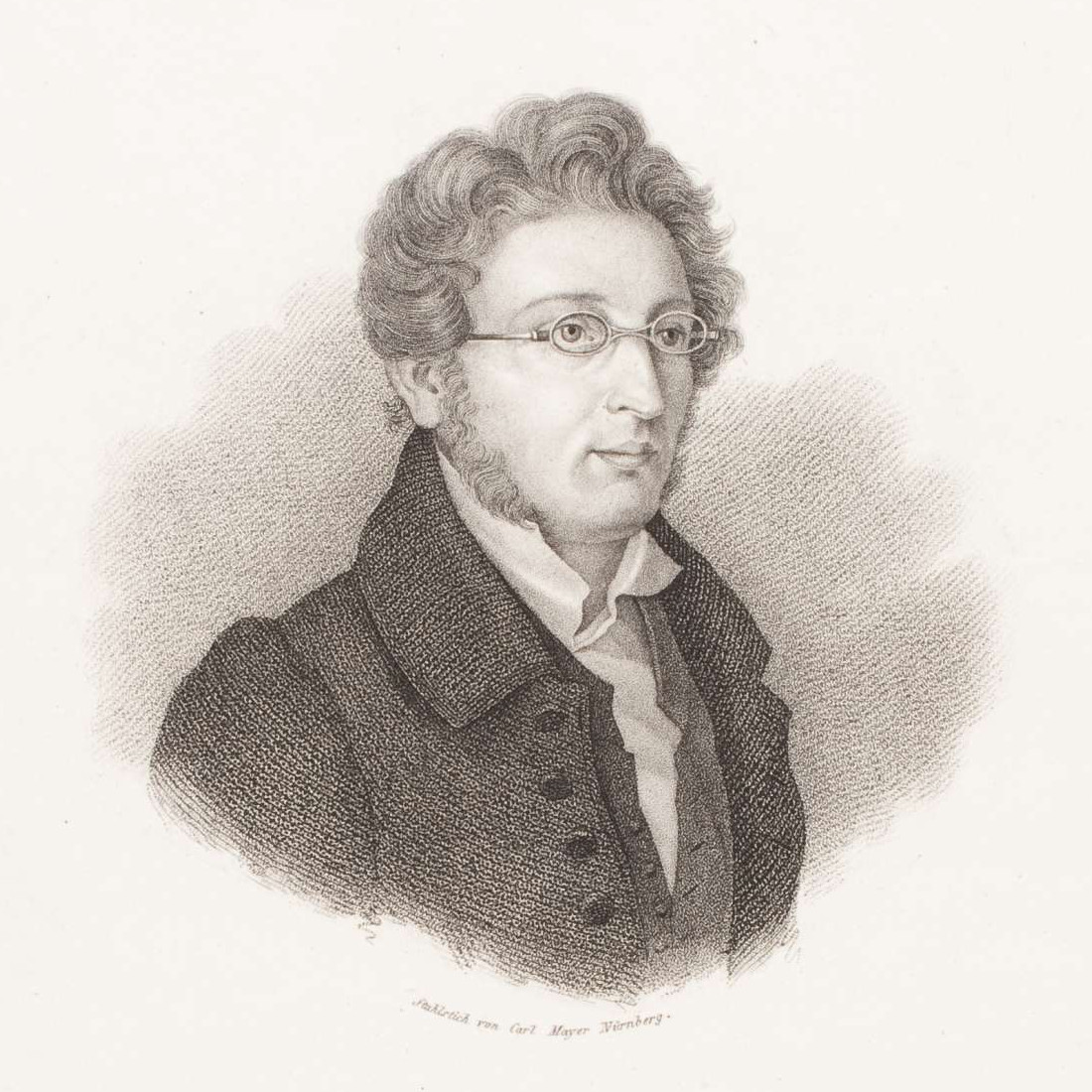
Jacob Schmitt

Jacob Schmitt, auch Jakob, Jaques oder Jacques (* 2. November 1803 in Obernburg bei Aschaffenburg; † Juni 1853 in Hamburg) war ein deutscher Komponist und Klavierlehrer, der in Hamburg wirkte.

## Leben
Jacob Schmitt ist das jüngste von sieben Kindern von Franz Bartholomäus Schmitt und Anna Maria Scheller; sein ältester Bruder ist der Komponist Aloys Schmitt. Bereits sein Vater ist ein ehrgeiziger Musiker, der sein Lehrergehalt als Organist der Stadtpfarrkirche St. Peter und Paul aufbessert. Er fördert seine Söhne musikalisch, erteilt ihnen den ersten Unterricht und sorgt dafür, dass sie im Haus des Musikverlegers Johann Anton André in Offenbach aufgenommen werden. Dort wird Schmitt von André sowie seinem Bruder Aloys unterrichtet und hat 1814 auch seine ersten Auftritte als Klavierbegleiter. In der öffentlichen Wahrnehmung ist er zu dieser Zeit meist der kleine Bruder des bereits bekannten Aloys, zu dem er ein inniges Verhältnis hat.
Um 1823 beginnt Schmitts Weg in die Welt des freien Musikbetriebes. Deutlich wird das durch einen Briefwechsel, den er mit seinem einstigen Förderer André hat. Darin bittet Schmitt zunächst um die Finanzierung eines neuen Flügels im Gegenzug für die Rechte an weitern Kompositionen; nachdem diese Forderung abgeschlagen wird, bittet Schmitt zumindest um die Aufnahme neuer Werke in Andrés Verlag sowie um Unterstützung bei einer geplanten Konzertreise. Er erkennt, dass er es als selbstständiger Künstler nicht mehr mit einem Mäzen, sondern mit einem Unternehmer und Kooperationspartner zu tun hat. Zu dieser Zeit hält sich Schmitt auch längere Zeit in Mannheim auf, wo er den Pianisten Jakob Rosenhain unterrichtet.
Eine Konzertreise führt Schmitt 1825 erstmals nach Hamburg. Er wird dort von der Kritik freundlich aufgenommen und lässt sich in der Stadt nieder; öffentliche Unterlagen nennen die Jahre 1828/29, obgleich zeitgenössische Quellen bereits von 1825 sprechen. 1827 heiratet Schmitt in Obernburg die Kaufmannstochter Henrica Worms. Der erste Hamburger Wohnort der Familie Schmitt befindet sich in der Nähe des Altonaer Tors, in der Folge versucht Schmitt, sich beim Hamburger Publikum beliebt zu machen, beispielsweise mit seiner ersten dort erschienenen Komposition Les charmes de Hambourg. Kurzzeitig leitet er auch einen Orchesterverein, den Apollo-Verein; dieses Amt gibt er jedoch nach wenigen Jahren auf. Erfolgreicher verläuft seine Unterrichtstätigkeit, die er mit verschiedenen Lehrwerken für Klavier begleitet. Zu seinen Schülern zählen Diederich Krug, Henry Christian Timm und Otto Goldschmidt. Häufige Umzüge in sozial schlecht situierte Gegenden Hamburgs sowie seine Korrespondenz aus dieser Zeit zeigen, dass sich bei Schmitt kein großer wirtschaftlicher Erfolg einstellen wollte. So stirbt er 1853 einsam und verarmt.

## Werk
Schmitt schuf über 330 Werke hauptsächlich für Klavier, darunter zahlreiche Sonatinen Divertissements, Nocturnes und weitere kleine Stücke. Sie fanden in der zeitgenössischen Kritik einigen Gefallen. Seine einzige Oper Alfred der Große wurde hingegen kein Erfolg.
Schmitts wichtigster zeitgenössischer Kritiker war Robert Schumann. Er sah in Schmitt ein großes Talent, dass sich nie voll entfalten konnte oder wollte. Schumann schätzte vor allem Schmitts große Werke wie sein Konzert op.300 und die Grande Fantaisie brillante op.225 sowie sein Unterrichtsmaterial. Auch er verglich, wie viele Kritiker jener Zeit, Jakob mit seinem Bruder Aloys Schmitt, und kam zu dem Schluss, dass Jacob zwar über das größere Talent verfüge, Aloys jedoch der souveränere Künstler sei und seine Gaben besser nutze. Auch in der zeitgenössischen „Encyclopädie der gesammten musikalischen Wissenschaften oder Universal-Lexikon der Tonkunst“ wurde Aloys als der bedeutendere Künstler angesehen. Lediglich im „Kleinen musikalisches Conversations-Lexikon“, das von seinem Hamburger Musikverlag herausgegeben wurde und an dem er selbst als Autor beteiligt war, wurde ihm ebenso viel Platz eingeräumt wie seinem Bruder.